# .yu
.yu a fost un domeniu de internet de nivel superior, pentru Iugoslavia (ccTLD).